# باتريك كيلي (ضابط)
باتريك كيلي (بالإنجليزية: Patrick Kelly)‏ هو ضابط أمريكي، ولد في عقد 1820، وتوفي في 14 يونيو 1864.